# Parque nacional natural La Paya
El Parque Nacional Natural La Paya es un área protegida de 422 000 Hectáreas, está ubicada en el municipio de Puerto Leguízamo, departamento del Putumayo, Colombia. Es refugio natural del caimán negro del Amazonas.

## El parque
El parque protege la laguna La Paya, un humedal de 3200 hectáreas de extensión del que recibe su nombre. Creado en 1984, sea por consideraciones estratégicas o con el objeto de preservar el humedal, el hecho es que las 422 000 hectáreas del Parque, asegura la supervivencia de varios ecosistemas de un alto potencial en cuanto a su riqueza de especies y heterogeneidad que ya no se encuentran en el departamento del Putumayo, entre los que destaca el bosque de varzea.
Se trata de una planicie selvática a 200 m s. n. m., limitada al norte por los ríos Mecaya y Sencilla, afluentes del río Caquetá, de origen andino, y al sur por el río Putumayo, de igual origen y que a su vez recibe el caudal de pequeños arroyos y ríos de mediano caudal como el río Caucayá, que atraviesa casi la totalidad del Parque. Con bosques altos y frondosos y numerosos pantanos, cuenta además de La Apaya con las lagunas El Guadual, La Garza, Bibiano, Garopa y Amarón, tributarias todas del río Guayacá.
Su clima es cálido con una temperatura en promedio de 26 °C, y la precipitación media anual es de 2600 mm por lo que lacobertura vegetal original de la zona corresponde a bosque húmedo tropical.
La flora y fauna de La Paya incluye una inmensa variedad de especies: fonos, taras, sangretoros, cedros, higuerones, aceites, canaguches, quinos, laureles, guarangos, capirones,  y juansocos, caraños y gomos son algunas de las especies arbóreas, y entre la fauna se encuentra el tigre mariposa, manatíes, dantas, lobos, osos hormigueros, yulos, tigres, venados, cerrillos, y los micos churumo, el costado y el tití.
Los registros parciales constatan la presencia en la zona de 84 especies de peces, 9 de anfibios, 17 de reptiles, 291 de aves y 58 de mamíferos.
Las lagunas de la Paya ofrecen diversidad de hábitats para plantas (abundan las flotantes), insectos, mamíferos acuáticos y anfibios, pero predominan el caimán negro y la anaconda que pueden llegar hasta los 10 metros de longitud. Además del caimán negro, hay entre los reptiles varias especies de tortugas y serpientes. Las aves se ven en todos momento y alguno de los mejores espectáculos es ver a las águilas pescadoras que se lanzan al río y vuelan con peces gigantes en sus garras.
En el área habitan diversas comunidades indígenas que ocupan un 7% del total del área protegida: de la etnia Murui (de la familia lingüística Huitoto) asentados en los Resguardos de Lagarto Cocha, Tukunaré, Jirjirí y Aguas Negras, los Inganos en las comunidades de Cecilia Cocha y La Paya, y los grupos Inga y Kofán que conforman la comunidad de El Hacha,
En el área del parque hay al menos 30 veredas campesinas que son utilizadas por habitantes de la zona que continúan con actividades extractivas tradicionales.

### Acceso y actividades
Desde Bogotá puede accederse al parque por vía aérea con escalas en Neiva, Puerto Asís y Puerto Leguízamo o por tierra a Neiva y Puerto Asís (20 horas) y siguiendo por el río a Puerto Leguízamo (8 horas).
Las actividades prioritarias en el parque son la investigación y la conservación.